# Serra de les Comes (Llagostera)
La Serra de les Comes és una serra a cavall dels municipis de Santa Cristina d'Aro a la comarca del Baix Empordà i el de Llagostera a la comarca del Gironès, amb una elevació màxima de 330 metres.